# Валдай
Валда́й — город (с 1770) в России, административный центр Валдайского городского поселения и Валдайского района Новгородской области.
Население — 14 074 чел. (2021).

## История

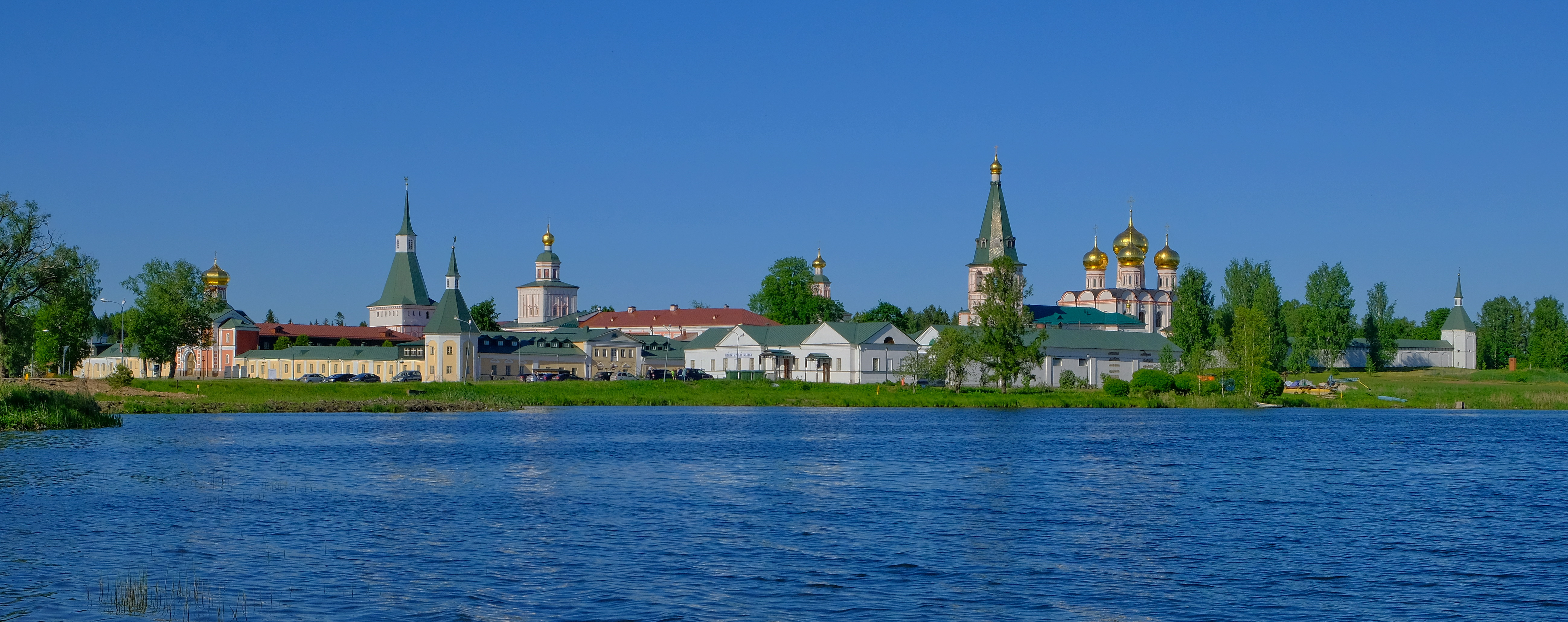
Иверский монастырь

Древнейшее упоминание названия «Валдай» содержится в новгородской берестяной грамоте № 740, датированной 1140—1151 годами, где идёт речь о долге или налоге с Валдая в 15 кун; речь, возможно, идёт о регионе в целом, а не о конкретном населённом пункте, который впервые определённо упоминается в 1495 году как деревня Валдайское селище. Название дано по расположению при озере Валдай.
До 1654 года — дворцовое село, затем до секуляризации 1764 года принадлежало Иверскому монастырю. В это время село носило название Богородицыно.
В Валдае бывали: Александр Николаевич Радищев, Александр Сергеевич Пушкин, Николай Алексеевич Некрасов, Владимир Александрович Серов, Гавриил Романович Державин. Родился русский советский художник Гурьев Иван Петрович.

### Валдайские колокольцы
28 мая 1770 года Валдай получил статус города. Расположение Валдая на почтовом тракте между Москвой и Петербургом способствовало процветанию города и развитию в нём различных ремёсел. Валдайские умельцы, отливавшие большие колокола и маленькие колокольчики, славились на всю Россию.
В русском языке закрепились такие понятия как «валдайские колокольцы»
и «валдайские звоны».
Русские ямщики почитали за честь иметь под дугою упряжной лошади именно валдайские колокольцы и высоко ценили их за особенный — «малиновый» звон. Звук валдайских колокольцев имел бесчисленное множество оттенков и вариаций и часто хозяина упряжки узнавали по особенному, отличному от других звону колокольцев.
Большие колокола Валдая имели не меньшую славу и монастыри и церкви охотно приобретали изделия здешних мастеров. Предметом специальных этно-психолого-педагогических исследований стала празднично-игровая культура Валдая, начиная с комплексных экспедиций 1980-х годов. Материалы этого психоисторического, комплексного исследования опубликованы в книге «Игры и праздники Валдая. Традиции игровой культуры Новгородской земли», изданной в 1995 г.

### Валдай — родина русской баранки
Исследователю и знатоку русской национальной кухни Вильяму Похлёбкину в результате архивных изысканий удалось установить, что Валдайский край, вероятно, уже с XVIII века славился производством баранок.

## География
Город расположен на Валдайской возвышенности, на берегу Валдайского озера, в 140 км к юго-востоку от Великого Новгорода, на 386-м километре федеральной автодороги Москва — Санкт-Петербург М10 (E 105).

## Климат
- Среднегодовая температура воздуха — 3,5 °C
- Средняя норма осадков — 701 мм

| Показатель                    | Янв.  | Фев.  | Март | Апр. | Май  | Июнь | Июль | Авг. | Сен. | Окт. | Нояб. | Дек. | Год |
| ----------------------------- | ----- | ----- | ---- | ---- | ---- | ---- | ---- | ---- | ---- | ---- | ----- | ---- | --- |
| Абсолютный максимум, °C       | 5     | 7     | 14   | 26   | 29   | 31   | 33   | 34   | 30   | 23   | 12    | 8    | 34  |
| Средний суточный максимум, °C | −6,3  | −5,3  | −0,2 | 8,2  | 16,3 | 21   | 22,1 | 20,4 | 14,1 | 7,5  | 0,3   | −3,7 | 7,9 |
| Средняя температура, °C       | −10   | −9,4  | −4,9 | 3,3  | 10,3 | 15,0 | 16,6 | 15,2 | 9,7  | 4,4  | −2,1  | −6,6 | 3,5 |
| Средний суточный минимум, °C  | −13,7 | −13,5 | −9,6 | −1,5 | 4,4  | 9,1  | 11,1 | 10,0 | 5,4  | 1,4  | −4,4  | −9,5 | 1,4 |
| Абсолютный минимум, °C        | −47   | −45   | −33  | −24  | −7   | −4   | 3    | −2   | −8   | −17  | −28   | −44  | −47 |
| Норма осадков, мм             | 42    | 31    | 37   | 41   | 55   | 74   | 85   | 81   | 70   | 75   | 60    | 50   | 701 |
| Источник: climate-data.org    |       |       |      |      |      |      |      |      |      |      |       |      |     |

## Население
| 1856    | 1897    | 1913    | 1931    | 1959    | 1970    | 1979    | 1989    | 1992    | 1996    | 1998    | 2001    |
| ------- | ------- | ------- | ------- | ------- | ------- | ------- | ------- | ------- | ------- | ------- | ------- |
| 4900    | ↘2900   | ↗3000   | ↗7100   | ↗10 603 | ↗14 118 | ↗17 897 | ↗19 173 | ↗19 700 | ↗19 800 | ↘19 700 | ↘18 800 |
| 2002    | 2003    | 2005    | 2006    | 2007    | 2009    | 2010    | 2011    | 2012    | 2013    | 2014    | 2015    |
| ↘18 703 | ↘18 700 | ↘18 100 | ↘17 800 | ↘17 500 | ↘16 995 | ↘16 098 | ↗16 100 | ↘15 539 | ↘15 152 | ↘14 758 | ↘14 614 |
| 2016    | 2017    | 2018    | 2019    | 2020    | 2021    |         |         |         |         |         |         |
| ↘14 589 | ↘14 379 | ↘14 240 | ↘14 119 | ↘13 987 | ↗14 074 |         |         |         |         |         |         |

На 1 января 2025 года по численности населения город находился на 816-м месте из 1124 городов Российской Федерации.
Национальный состав
По итогам переписи населения 2020 года проживали следующие национальности (национальности менее 0,1 % и другое, см. в сноске к строке «Другие»):
| Национальность | Численность, чел. | Доля     |
| -------------- | ----------------- | -------- |
| Русские        | 10 746            | 76,35 %  |
| Украинцы       | 77                | 0,55 %   |
| Азербайджанцы  | 40                | 0,28 %   |
| Таджики        | 30                | 0,21 %   |
| Армяне         | 30                | 0,21 %   |
| Белорусы       | 28                | 0,20 %   |
| Аварцы         | 24                | 0,17 %   |
| Татары         | 22                | 0,16 %   |
| Цыгане         | 18                | 0,13 %   |
| Мордва         | 18                | 0,13 %   |
| Другие         | 3041              | 21,61 %  |
| Итого          | 14 074            | 100,00 % |

## Официальная символика и атрибутика
Гимн

 1 куплет:

 Ярко горят купола золотые

 Над белой крепостью монастыря…

 Все испытанья во славу России

 Ты одолела, родная земля!

 Припев:

 Колокольный звон над землёй летит

 Над озёрами в поднебесный рай.

 Верный сын Руси, нерушимый щит,

 Музыка души — мой Валдай!

 2 куплет:

 Тихие улочки в сёлах и весях

 К озеру тянутся, как ручейки.

 Это — Руси бесконечная песня,

 Это — живые её родники.

Припев.

3 куплет:

 Колокола — звонкий голос Валдая,

 Зов Новгородской священной земли.

 Благословенны от края до края

 Земли Валдая и люди твои!

Припев.

Музыка А.И.Типакова, Слова Е. А. Родченковой 
Герб
Герб, используемый Валдайским городским поселением в качестве официального символа, представляет собой щит, разделённый перпендикулярной чертой надвое. В геометрическом центре левой половины щита расположено изображение Императорской золотой короны на фоне горностаевого меха. На правой серебряном поле в нижней половине щита расположено изображение горы зелёного цвета, символизирующей гористое месторасположение города Валдая.
Флаг
Флаг Валдайского городского поселения имеет форму прямоугольного полотнища в соотношениях длины и ширины 3:2. Верхняя половина полотнища имеет белый цвет, а нижняя половина — синий цвет. В левом верхнем углу полотнища располагается изображение утверждённого герба Валдайского городского поселения, занимающее 1/8 площади поля флага.

## Транспорт
| С-З |                                                     | Великий Новгород ~ 145 км Санкт-Петербург ~ 297 км Таллин ~ 634 км |                                                 | С-В |
| З   | Даугавпилс ~ 582 км Вильнюс ~ 748 км Псков ~ 362 км | Роза ветров                                                        | Тверь ~ 221 км Вологда ~ 528 км Москва ~ 398 км | В   |
| Ю-З |                                                     | Смоленск ~ 581 км Витебск ~ 536 км Киев ~ 1130 км                  |                                                 | Ю-В |

Железнодорожное сообщение
Железнодорожная станция Валдай Октябрьской железной дороги на линии Бологое-Московское — Валдай — Старая Русса — Дно-1.

Автобусное сообщение
- Валдай — Крестцы — Великий Новгород — Санкт-Петербург
- Валдай — Боровичи
- Валдай — Вышний Волочёк — Торжок — Тверь

Внутригородские перевозки выполняют муниципальное автотранспортное предприятие и несколько таксомоторных фирм.
Водный транспорт
В летнее время между городом и Иверским монастырем раньше курсировал частный теплоход «Заря-211».
Метрополитен
В некоторых местах города есть указатели станций Валдайского метрополитена, этот проект является вымышленным, метро в Валдае отсутствует. Он был придуман в 2003 году.

## Образование
Муниципальная система образования города представлена детскими садами, школами и гимназией:
- Средняя общеобразовательная школа № 1 им. М. Аверина
- Средняя общеобразовательная школа № 2
- Гимназия

Учреждения среднего профессионального образования:
- ОАПОУ «Валдайский аграрный техникум»
- ОГА ПОУ «Колледж сервиса и управления»

## Наука
- Валдайский филиал Государственного Гидрологического института[46].
- Проект создания инновационного научно-технологического центра «Интеллектуальная электроника — Валдай» Архивная копия от 28 апреля 2021 на Wayback Machine

## Здравоохранение
Систему здравоохранения представляют:
- областное учреждение здравоохранения ГОБУЗ «Валдайская центральная районная больница», которое оказывает полный спектр услуг по оказанию медицинской помощи жителям города и близлежащих районов.
- филиал ФГБУЗ «Клиническая больница № 122 им. Л. Г. Соколова» для оказания экстренной специализированной помощи пострадавшим в авариях на новгородском участке федеральной трассы М-10.
- филиал ООО "Медицинский центр «XXI век»

## Культура и искусство
Обеспечение культурно-досуговых услуг населению реализуют следующие муниципальные учреждения культуры:
- «Валдайская централизованная клубная система»
- «Межпоселенческая библиотека им. Б. С. Романова Валдайского муниципального района»
- «Валдайский Дом народного творчества»
- «Валдайская детская школа искусств»
- Автоклуб «Забава»
- Кино-концертный зал «Мечта»
- Творческие коллективы: Вокальный коллектив «Театр песни Менестрели», хореографический коллектив «Завтрашний день» и ряд других.
- Молодёжный центр «Место. Валдай»

## Физкультура и спорт
Перечень объектов
- Физкультурно-оздоровительный комплекс «Кристалл» построен по программе «Газпром-детям» в 2011 году. Открыт 21 февраля 2012 года. В состав входят: ледовая арена «канадского» типа — 56 х 26 метров, трибуны для болельщиков на 326 мест, зал индивидуальной подготовки, зал для занятий ЛФК[49].
- Детско-юношеская спортивная школа
- Клуб каратэ «Ронин»
- Молодёжный центр «Юность»
- Спортклуб «Атлет»
- Шахматный клуб
- Футбольные команды
- ФОК «Молодёжный»

## Связь
В городе услуги связи представляют следующие операторы:
- Услуги фиксированной связи предоставляют: филиал «Ростелеком» в Новгородской и Псковской областях (ФНПО), «Евразия Телеком Ру», «Интеграл», «НовЛайн».
- Услуги мобильной телефонной связи предоставляют сотовые операторы: «МТС», «Билайн», «МегаФон» и «Tele2».

## Туризм

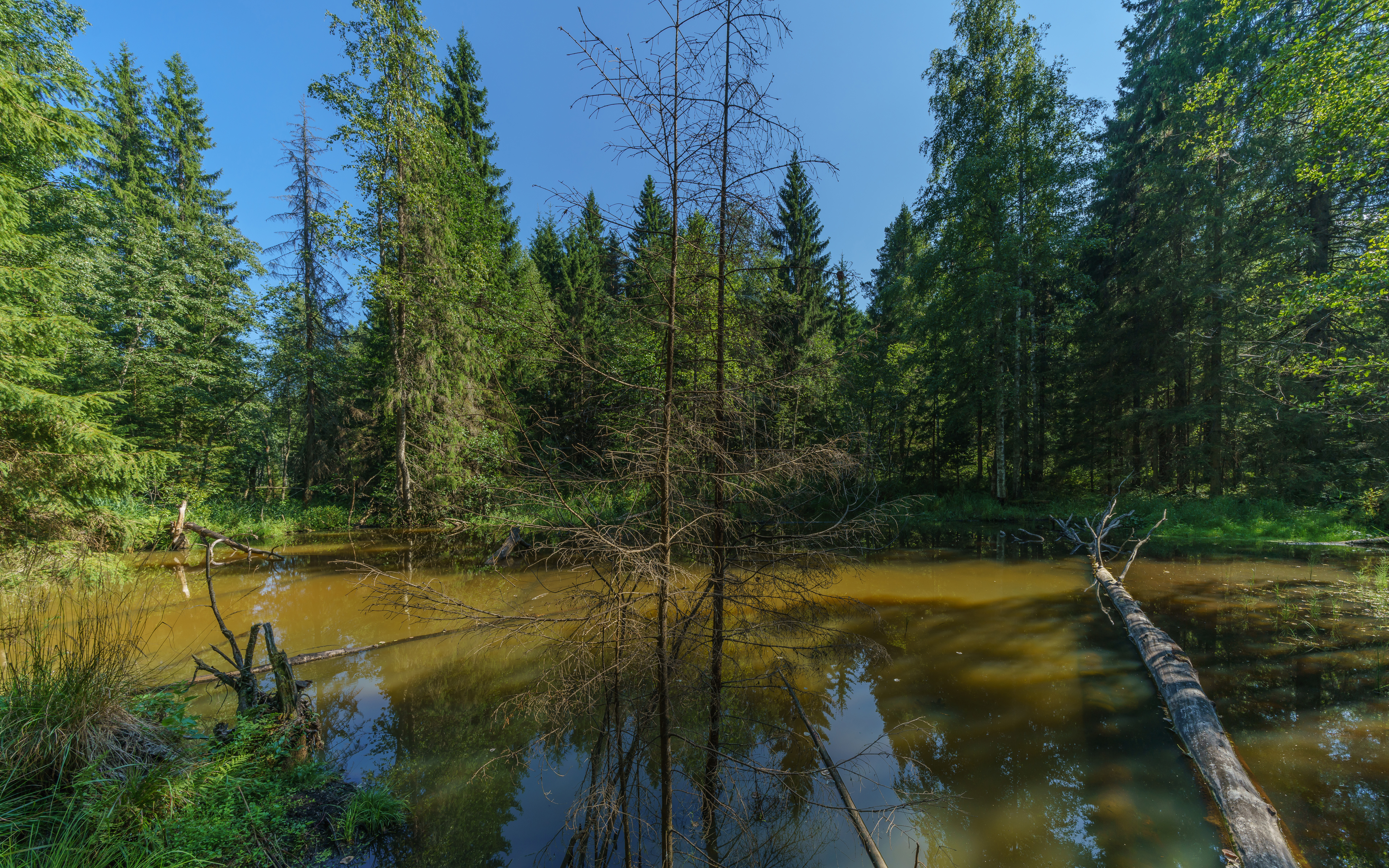
Лес в Валдайском национальном парке

Валдай является популярным туристическим центром. Музей колоколов размещается в здании дворцовой церкви «Во Имя Великомученицы Екатерины» (XVIII век). В музее представлены различные колокола и колокольчики, а также различная информация о колоколитейных производствах и мастерах дореволюционной России. В музее имеются колокола, привезённые из различных мест России, а также из Швеции, Германии и других стран. Памятник «Кузнецам и колокольным мастерам Валдая» внесен в книгу рекордов России. Валдай олицетворяет Собор Троицы Живоначальной, находящийся на площади Свободы. Рядом с площадью расположен Музей уездного города. На острове Валдайского озера — Иверский монастырь. Валдай расположен в границах Валдайского национального парка, где расположена Большая Валдайская тропа протяженностью 59 км.
Достопримечательностями Валдая являются также Введенская церковь, требующая реставрации, церковь Петра и Павла, часовня Иакова Боровичского, парк усадеб Вахрушева и Меньшикова, Соловьёвский парк и другие.

## Пенитенциарное учреждение
В городе работает мужская исправительная колония общего режима № 4 УФСИН России по Новгородской области.
В 1957 году для увеличения производства мебели началось строительство новой колонии, так как осужденные производили фанеру. В 60-х годах учреждение активно сотрудничает с Красногорским механическим заводом и Балашихинским механическим заводом. Здесь начали выпуск комплектующих для фотоаппарата «Зенит», колодок для тормозных барабанов к самолётам как гражданского, так и военного назначения. Основными направлениями производства сегодня являются металлообработка, швейная продукция, деревообработка, изготовление бланочной продукции, выпуск продуктов питания и тротуарной плитки. Основу деревообработки составляет выпуск столярных изделий: мебели из массива и ЛДСП, деревянных оконных и дверных блоков. Швейная продукция представлена постельными принадлежностями и рабочей одеждой.

## Города-побратимы

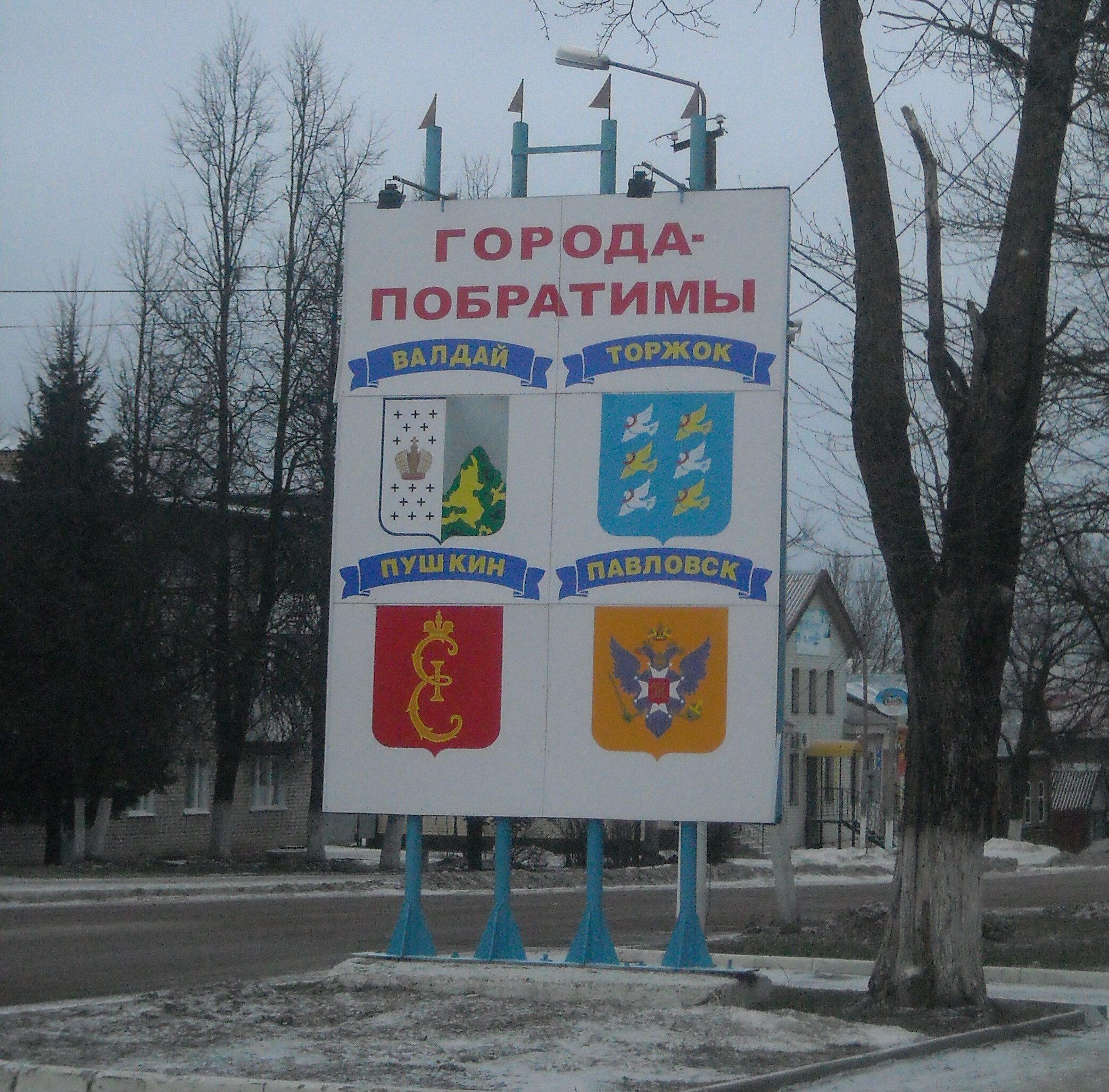

| Страна   | Город-побратим             | Год установления связи |
| -------- | -------------------------- | ---------------------- |
| Россия   | Торжок                     | 1998                   |
| Беларусь | Вилейка                    | 2008                   |
| Россия   | Павловск                   | -                      |
| Россия   | Пушкин                     | 2000                   |
| США      | Каньон-Сити, штат Колорадо | 1992                   |
| Венгрия  | Хайдубёсёрмень             | 2009                   |

## Галерея

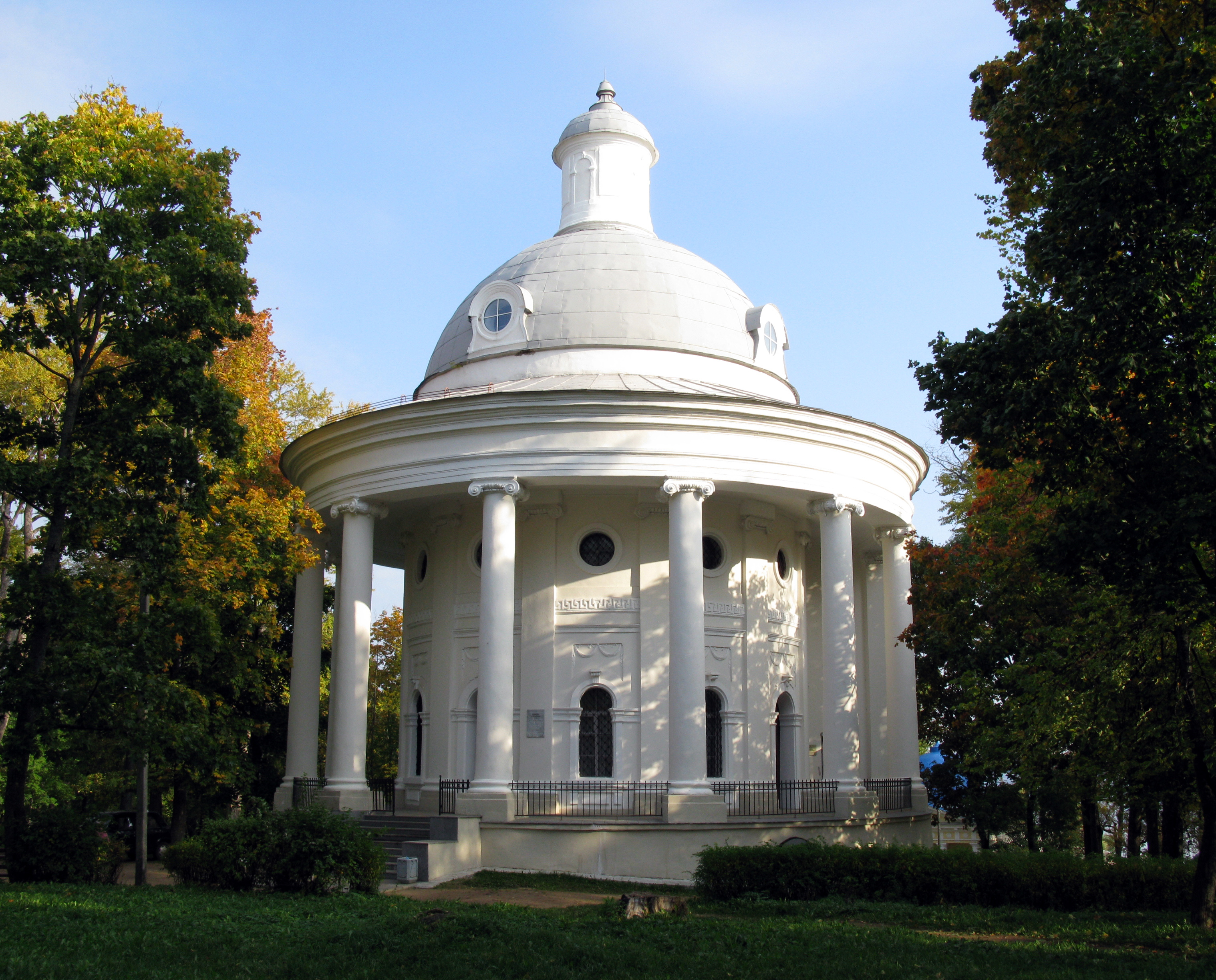
Екатерининская церковь
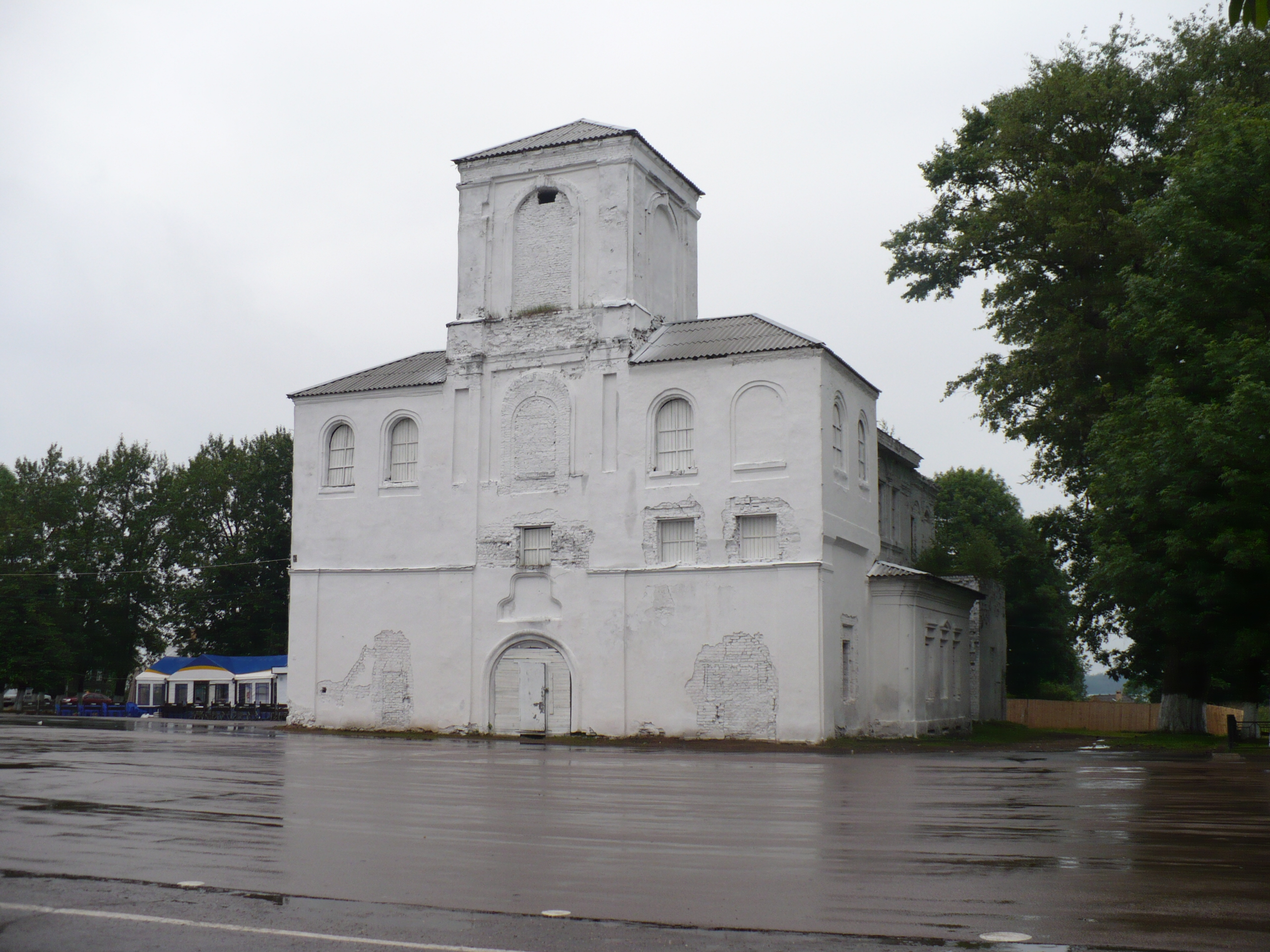
Введенская церковь в Валдае
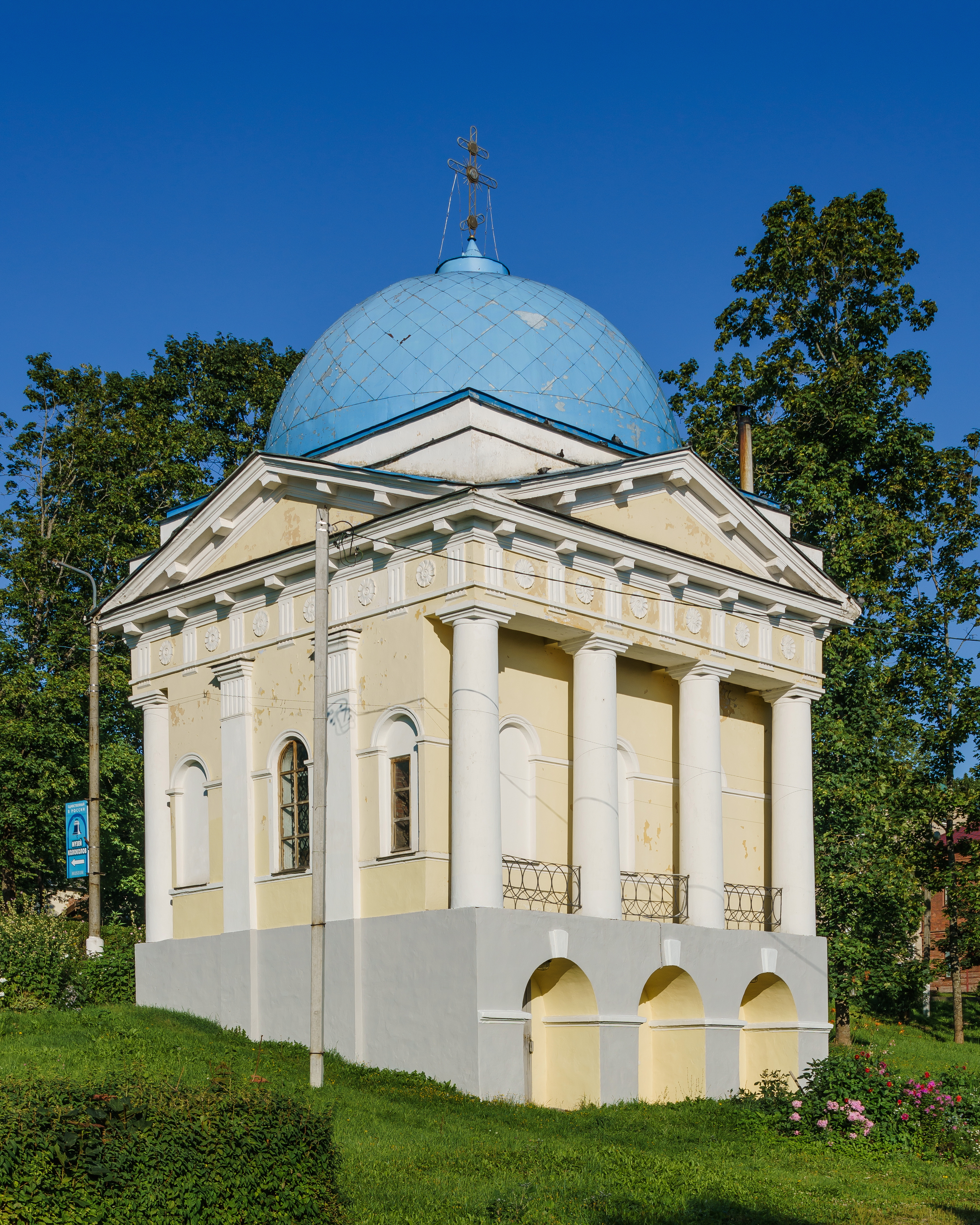
Часовня Иакова Боровичского
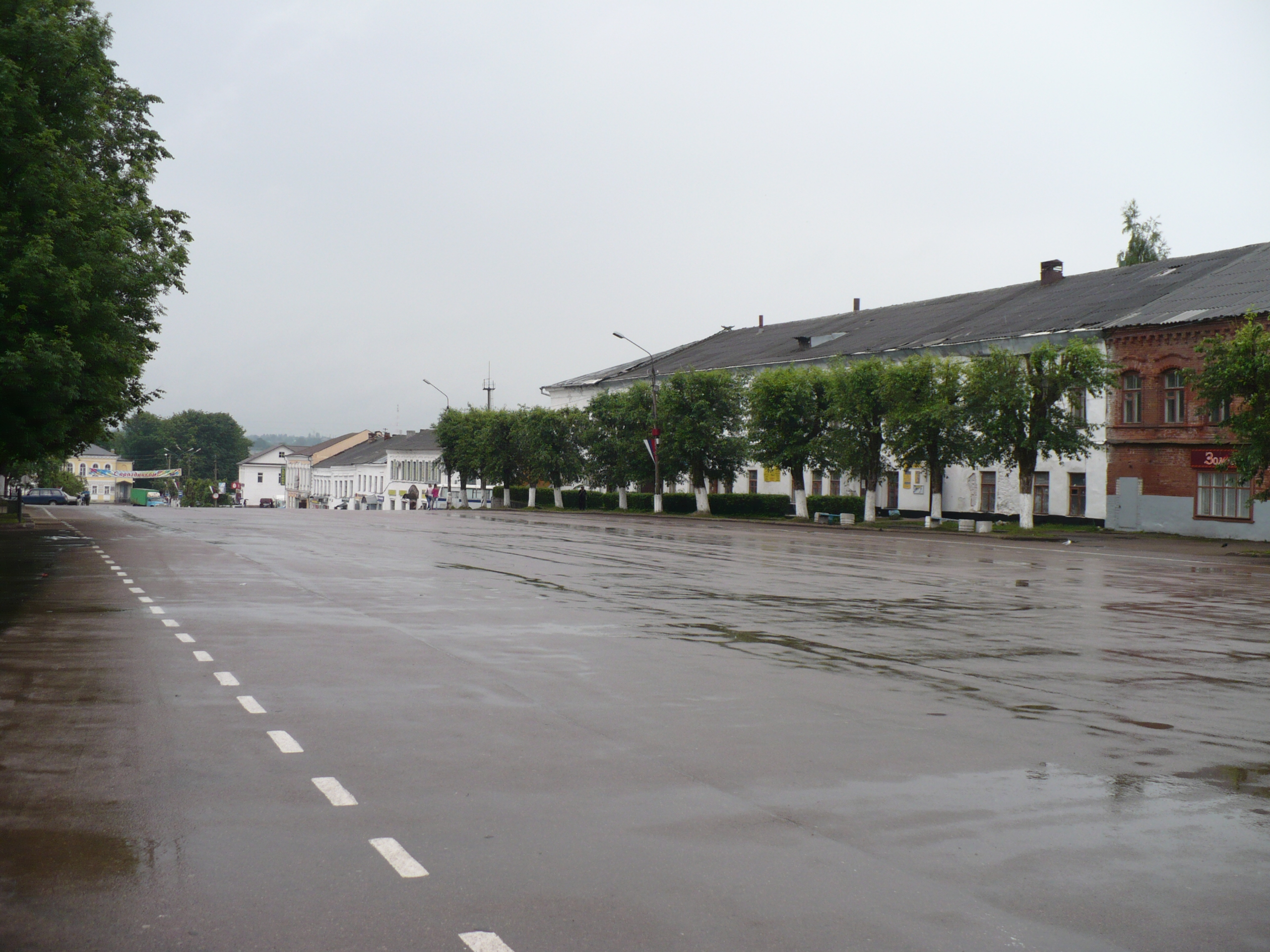
Площадь Свободы в Валдае
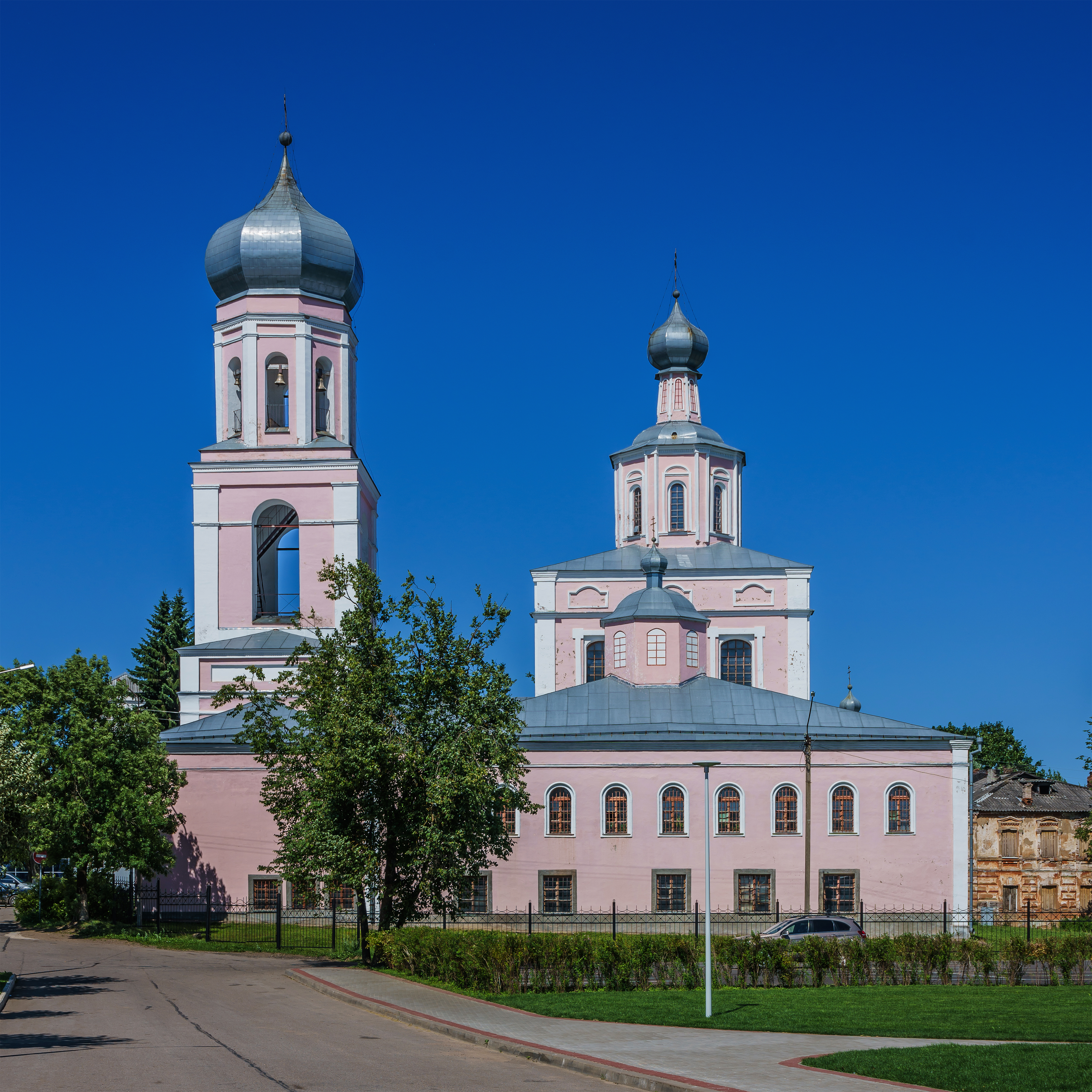
Троицкий собор на площади Свободы
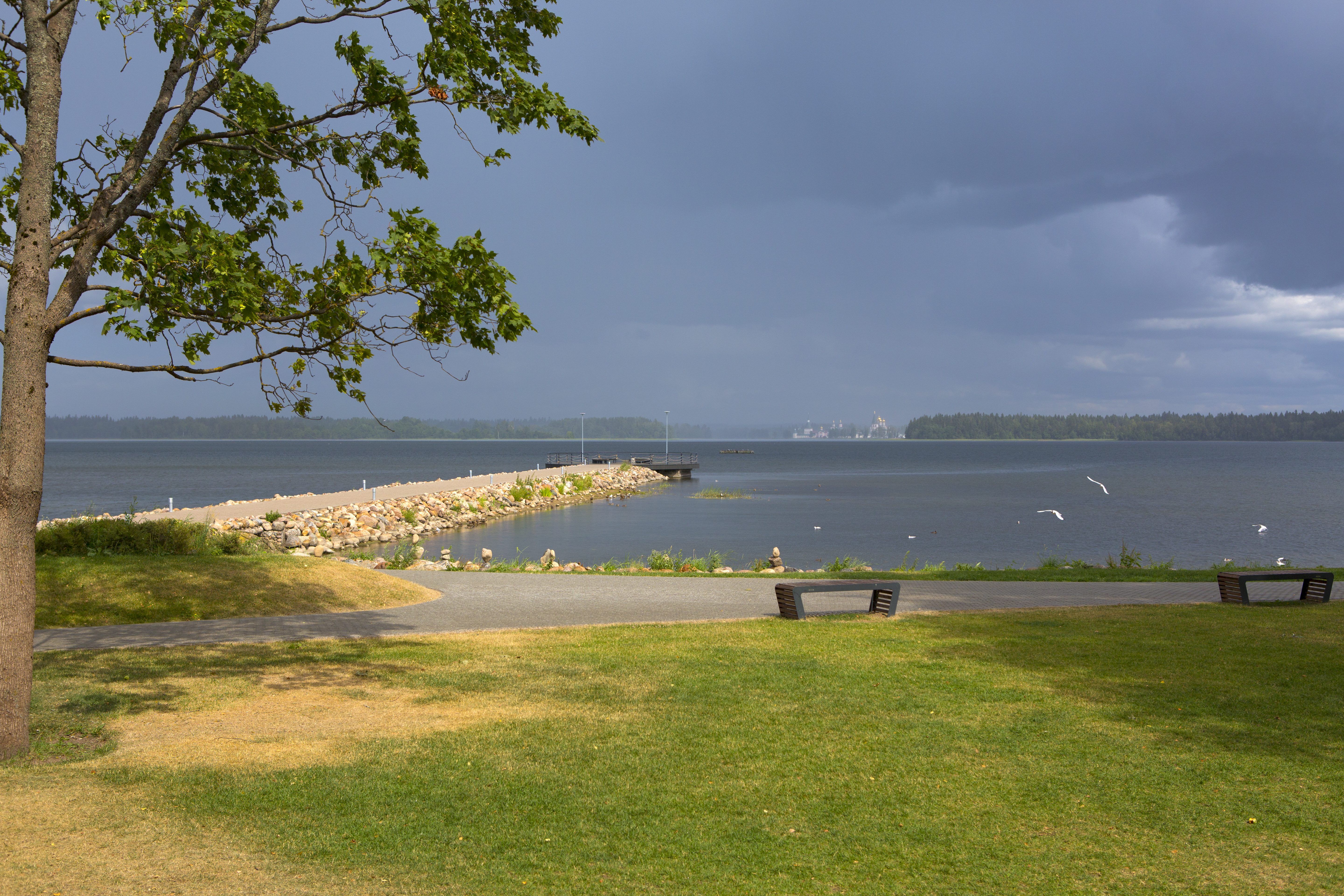
Вид на озеро с набережной города Валдай